# Municipio de Salt Creek (condado de Chautauqua)
El municipio de Salt Creek (en inglés: Salt Creek Township) es un municipio ubicado en el condado de Chautauqua en el estado estadounidense de Kansas. En el año 2010 tenía una población de 105 habitantes y una densidad poblacional de 0,82 personas por km².

## Geografía
El municipio de Salt Creek se encuentra ubicado en las coordenadas 37°14′43″N 96°1′22″O / 37.24528, -96.02278. Según la Oficina del Censo de los Estados Unidos, el municipio tiene una superficie total de 127.31 km², de la cual 126,57 km² corresponden a tierra firme y (0,58 %) 0,74 km² es agua.

## Demografía
Según el censo de 2010, había 105 personas residiendo en el municipio de Salt Creek. La densidad de población era de 0,82 hab./km². De los 105 habitantes, el municipio de Salt Creek estaba compuesto por el 98,1 % blancos, el 0,95 % eran amerindios y el 0,95 % eran de una mezcla de razas. Del total de la población el 0,95 % eran hispanos o latinos de cualquier raza.